# فرودگاه کرنسبش
فرودگاه کرنسبش (به انگلیسی: Caransebeş Airport) (به زبان بومی: Aeroportul Caransebeş)، یک فرودگاه خصوصی با کد یاتا CSB است که یک باند فرود بتن دارد و طول باند آن ۲۰۰۰ متر است. این فرودگاه در کشور رومانی قرار دارد و در ارتفاع ۲۶۳ متری از سطح دریا واقع شده‌است.